# 舊維日夫卡
51°26′27″N 24°25′54″E / 51.44083°N 24.43167°E
舊維日夫卡（烏克蘭語：Стара Вижівка），又按俄语名译为旧维热夫卡，是烏克蘭西北部沃倫州科韋利區旧维日夫卡市镇内的市級鎮及其行政中心。處於維熱夫卡河畔，始建於1508年，面積4.99平方公里，2014年人口5,466，人口密度每平方公里1,034人。